# Elías (Huila)
Elías es un municipio colombiano localizado al suroriente del departamento del Huila. Yace sobre la Serranía de la Ceja y las estribaciones de la cordillera central. Hace parte de la región Subsur del departamento. Su extensión territorial es de 82 km², su altura es de 1425 m s. n. m. y su temperatura promedio es de 20 °C.
Cuenta con una población de 4.206 habitantes de acuerdo con proyección del DANE para año 2019. Su economía se basa en la producción agrícola y el sector pecuario, pero su dedicación es a la caficultura, producto que prácticamente se ha convertido en el eje importante, el cacao es quizá el segundo cultivo que tiene significancia en la participación de la economía, la producción de plátano, yuca, maíz, frijol y hortalizas no son representativos, por su parte la ganadería doble propósito es otro renglón importante. Es conocido como la «Ciudad del Reposo».

## Toponimia
Inicialemente se llamó Mesa de las Limas. Pero por Ordenanza 12 de 1883 expedida por la legislatura provincial de Neiva se denominó este territorio con el nombre de Elías para perpetuar de este modo el nombre de  su fundador y primer párroco, el eclesiástico Manuel Elías Carvajal.

## División Político-Administrativa
Además de su Cabecera municipal. Elías tiene bajo su jurisdicción los siguientes Centros poblados:
- El Viso
- Oritoguaz
- Potrerillos

## Historia
La población se originó en 1827 en una hacienda del presbítero Manuel Elías Carvajal cuando un terremoto destruyó por completo varias poblaciones del padre Carvajal, en la meseta de las Limas, el pequeño caserío se convirtió en parroquia el 24 de febrero de 1830 fue erigido en distrito municipal en 1853. Se le dio el nombre de Elías en homenaje a su fundador. 
El municipio de Elías fue fundado por el presbítero doctor y capitán Manuel Elías Carvajal de origen español, dueño de la hacienda de las Limas, en donde tenía un oratorio personal.
Con motivo del terremoto de 1827 Timaná fue destruida en su totalidad. El padre Carvajal, al no tener donde celebrar la misa optó por enviar a los feligreses a su oratorio. Así fue poblando a su alrededor por medio de la construcción de pequeñas chozas, hechas por los damnificados.
En 1.830 el mismo doctor Carvajal solicitó nueva licencia para fundar en ese lugar, denominado ya Mesa de las Limas una viceparroquia bajo la advocación de San Emigdio, licencia que fue concedida y refrendada por el señor Gobernador y Comandante de armas de la provincia de Neiva.
En 1835 pidieron los vecinos el nombramiento de alcalde y demás funcionarios del distrito a fin de crearse vida independiente, pues estaban subordinados a Timaná. Esto dio origen a disputas y rivalidades de una y otra parte que al fin fueron resueltas de manera equitativa. 
La nueva entidad se constituyó por el año de 1.837 con la denominación de Mesa de las Limas. Y el 26 de septiembre de 1853 cambia su nombre a Elías. Su primer Alcalde fue el señor Miguel Salcedo. En 1.948 mediante Ordenanza 10 le segregaron a Elías el territorio que hoy comprende el municipio de Saladoblanco, sin consideración alguna reduciendo su territorio a 72 km. cuadrados, con un presupuesto minimizado. Así quedó el municipio más pequeño del Huila.
Algunas casas del municipio están construidas en estilo semicolonial que aún conservan su estructura arquitectónica antigua y hacen de esta localidad un espacio cultural único en el departamento del Huila.
El templo de San Emigdio cuya construcción data del siglo pasado, era un estilo romano con planta de cruz latina, arcos de medio punto, nichos, gran portal en madera, rosetones sin vidriera, paredes de grandes piedras. Todo el altar llevaba talla en madera, una posada y elegante torre terminada en cruz.
En el colegio San Luis Gonzaga, hoy seminario, fundado en 1.893 por Monseñor Esteban Rojas Tovar, institución educativa dependiente de la diócesis de Garzón, iniciaron estudios grandes personajes del Huila y de Colombia. Por el han pasado hombres de prestigio político, intelectual, artístico y religioso como José Eustasio Rivera, Rafael Azuero Manchola, Cicerón Domínguez, Luís Ignacio Andrade, Misael Pastrana Borrero, Ángel Maria Vanegas, Olegario Rojas, entre otros muchos.
El colegio Maria Auxiliadora fundado desde 1.968 funcionó en la casona de Joaquín Castro, luego en la finca llamada la cabaña, de estilo colonial. Los antiguos dueños fueron la familia Penagos, Quiterio Castro, Ángel Maria Vanegas y Raúl Bermeo Salas .Se encuentra un poco retirada hacia la parte sur en un hermoso paraje .En 1994 fue restaurada con estilo neocolonial, rodeada de preciosas ceibas .
Tenemos petroglifos en Santana, finca de Jaime correa vereda Aguadas el cabuyal, paso de maito, potrero alto en el viso. En Oritoguaz parte alta existen tumbas indígenas.
En la vereda Las Limas está la finca la casona de Emelina Sandoval donde se encuentran las bases del primer oratorio que hizo construir su fundador Manuel Elias Carvajal. Se cree también que debajo de su suelo fue un cementerio indígena.
Nos obliga registrar en este estudio la iniciativa del escultor William Rojas que con su abuela Diodora Rojas en su humilde morada del viso entre orquídeas, heliconias jardín y árboles frutales acondiciona bajo sus propias expensas un museo de arte indigenista que merece apoyo institucional, con más de 100 piezas en cerámica con técnicas como en proceso de quema, de carácter ancestrales.
Es un territorio Montañoso y su relieve corresponde a la cordillera Oriental; de la cual se desprende una serie de farallones. En él encontramos la serranía de la Ceja que va a terminar al alto de Pericongo, en la confluencia del río Timana con el río Magdalena en donde forma una meseta denominada potrero alto.

## Geografía física
Limita por el norte con el municipio de Tarqui, al este con los municipios de Altamira y Timaná, por el sur con Pitalito y al oeste con Oporapa y Saladoblanco.
Ecología: El principal vínculo ambiental del Municipio de Elías, es el Río Magdalena. De igual manera el Municipio ocupa un pequeño sector de amortiguación de la Región Huilense, denominada El Macizo Colombiano. Elías cuenta con áreas de valles sobre los ríos Magdalena y Timaná. Aproximadamente el Municipio cuenta con 211 Bosques La continua presión sobre las áreas altas de la montaña cada día reducen las posibilidades de mantener un adecuado balance ecológico.

## Economía
La Economía del Municipio de divide en tres sectores:
.SECTOR PRIMARIO: Actividades Agropecuarias.
.SECTOR TERCIARIO: Comercio y Servicios.
.SECTOR SECUNDARIO: Transformación de materia prima: artesanías y carpintería.
La mayor parte de trabajadores pertenecen al sector agrícola. La ganadería corresponde a medianos productores en explotaciones extensivas.
El sector Agrícola, es considerado el más eficiente en el Municipio.
Aéreas: No tiene
Terrestres: Una carretera pavimentada que lo comunica con neiva la capital y varias vías veredales o secundarias
Fluviales: no hay